# Karim Ghellab
Karim Ghellab (arabski: كريم غلاب  ur. 14 grudnia 1966 w Casablance, Maroko) – marokański polityk, w latach 2011–2014 przewodniczący Izby Reprezentantów. Od 2002 do 2011 roku pełnił funkcję ministra ds. zaopatrzenia technicznego, transportu i logistyki.

## Biografia
Ghellab urodził się 14 grudnia 1966 roku w Casablance w Maroku. W 1984 roku ukończył Lycée Lyautey (francuskie liceum) w Casablance. W 1990 ukończył École nationale des ponts et chaussées w Paryżu uzyskując tytuł inżyniera. Po ukończeniu studiów pracował w firmie konsultingowej w Paryżu.

### Początki kariery politycznej
W 1994 roku rozpoczął pracę w Ministerstwie ds. Zaopatrzenia Technicznego, Transportu i Logistyki na stanowisku dyrektora prowincji Al-Husajma, a następnie w prowincji Benslimane.
W 1996 roku objął kierownictwo nad departamentem ds. programów i studiów, a dwa lata później, w 1998 roku, nad departamentem dróg i ruchu drogowego.
W 2001 roku został powołany przez króla Muhammada VI na dyrektora generalnego Office National des Chemins de Fer du Maroc.

### Minister ds. Zaopatrzenia Technicznego, Transportu i Logistyki
W 2002 roku został powołany przez króla Muhammada VI na stanowisko ministra ds. Zaopatrzenia Technicznego, Transportu i Logistyki. Kierował tym departamentem do 2011 roku. Jako minister dokonał licznych modernizacji i reorganizacji portów lotniczych (m.in. w Casablance), a także portów morskich (takich jak Tanger-Med). Wdrożył także nowy kodeks drogowy oraz uruchomił krajową strategię rozwoju przewagi konkurencyjnej.

### Wybory samorządowe
Ghellab jest radnym rady miejskiej w Casablance. Był do niej wybrany dwukrotnie – w wyborach samorządowych w 2003 i 2009 roku. Kandydował z okręgu Sabat.

### Zgromadzenie Radców
Ghellab dwukrotnie z powodzeniem kandydował do Zgromadzenia Radców. 19 grudnia 2011 roku został wybrany jego przewodniczącym. Funkcję pełnił do 11 kwietnia 2014 roku.

### Partia Niepodległości
Jest członkiem Komitetu Wykonawczego Partii Niepodległości, a także koordynatorem tejże partii w regionie Asz-Szawija-Wardigha.

## Odznaczenia
- Order Tronu IV klasy[2]

## Życie prywatne
Karim Ghellab jest żonaty. Włada biegle 4 językami – arabskim, francuskim, angielskim i włoskim.